# Выборы глав субъектов Российской Федерации в 2004 году
В 2004 Году в России проходило значительное число выборов глав субъектов.
| Дата выборов          | Вид выборов                                                              | Результаты выборов (избранное должностное лицо, повторное голосование, недействительность выборов) | Итоги голосования (в процентах) | Примечания |
| 14 марта 2004 года    | Выборы Президента Удмуртской Республики                                  | | активность — 67,25 % Александр Волков, действующий президент — 54,26 % Евгений Одиянков, главврач республиканской клинической больницы № 3 — 18,89 % Алексей Чуршин, главврач медсанчасти № 8 — 3,01 % Илья Калабердин генеральный директор страховой медицинской компании «Астра» — 2,51 % Александр Афанасьев, замгендиректора ФГУП «Экономический центр» — 2,44 % Алексей Штыков — 1,42 % Сергей Клетенков, временно не работающий — 0,64 % Далгат Далатов, временно не работающий — 0,64 % против всех — 14,97 % | Были совмещены с выборами Президента России. |
| 14 марта 2004 года    | Выборы главы администрации Алтайского края                               | Повторное голосование Михаил Евдокимов — Александр Суриков                                         | активность — 64,12 % Александр Суриков, действующий губернатор — 47,46 % Михаил Евдокимов, артист — 39,46 % Сергей Шабалин, генеральный директор «Алтайэнерго» — 4,31 % Виталий Суриков, стрелок вневедомственной охраны — 2,81 % Владимир Никулин — 0,65 % Владимир Семёнов, экс-депутат Госдумы — 0,61 % против всех — 3,13 % | Были совмещены с выборами Президента России. Действующему главе администрации Сурикову не хватило около 30 тысяч голосов, которые получил его однофамилец Виталий Суриков                                                                              |
| 14 марта 2004 года    | Выборы главы администрации (губернатора) Краснодарского края             | | активность — 63,13 % Александр Ткачёв — 83,98 % Александр Бондаренко, кандидат ЛДПР — 3,36 % Анатолий Пахомов, начальник краевого управления Госторгинспекции — 2,01 % Сергей Кириченко, инженер Дорожного комитета — 1,87 % Против всех 7,62 % | Были совмещены с выборами Президента России, сокращены полномочия действующего губернатора. |
| 14 марта 2004 года    | Выборы главы администрации Архангельской области                         | Повторное голосование Анатолий Ефремов — Николай Киселёв                                           | активность — 61,27 % Николай Киселёв, гендиректор ОАО «Молоко» — 44,49 % Анатолий Ефремов, действующий губернатор — 26,47 % Евгений Гурьев, первый председатель облотделения НПСР — 4,62 % Александр Донской, гендиректор ООО «Сезон» — 3,93 % Михаил Силантьев, депутат Архангельского областного Собрания депутатов — 2,09 % Александр Аксюта, гендиректор ОАО «Мясоперерабатывающий комбинат Плесецкий» — 1,10 % Владимир Ющенко, глава Холмогорского района области — 0,52 % Павел Ножнин, СМО ПП «Родина» — 0,39 % против всех 14,80 % | Были совмещены с выборами Президента России, сокращены полномочия действующего главы области |
| 14 марта 2004 года    | Выборы главы администрации Воронежской области                           | | активность — 62,44 % Владимир Кулаков, действующий губернатор — 52,49 % Сергей Рудаков, секретарь обкома КПРФ — 20,13 % Галина Кудрявцева, депутат Городской думы — 14,55 % Сергей Попов — 1,31 % против всех — 7,65 % | Были совмещены с выборами Президента России. |
| 14 марта 2004 года    | Выборы Губернатора Калужской области                                     | Анатолий Артамонов, действующий губернатор                                                         | активность — 56,07 % Анатолий Артамонов, действующий губернатор — 66,86 % Александр Сафронов, заместитель начальника УВД Калужской области — 9,13 % Евгений Шевченко, главный консультант по юридическим вопросам ООО «ТПЦ „Калуга“» — 4,88 % Николай Кузнецов, помощник депутата Госдумы (ЛДПР) — 4,73 % против всех — 12,83 % | Были совмещены с выборами Президента России. |
| 14 марта 2004 года    | Выборы Губернатора Мурманской области                                    | | активность — 57,53 % Юрий Евдокимов — 76,99 % Александр Кудасов, машинист (ЛДПР) — 3,76 % Владимир Пеляк, редактор газеты «Кольский маяк» — 2,89 % Римма Куруч, председатель регионального отделения Российской партии пенсионеров — 2,84 % Павел Виноградов, предприниматель — 1,93 % против всех — 10,57 % | Были совмещены с выборами Президента России. |
| 14 марта 2004 года    | Выборы губернатора Рязанской области                                     | Повторное голосование Игорь Морозов — Георгий Шпак                                                 | активность — 61,43 % Игорь Морозов — 28,94 % Георгий Шпак — 23,79 % Вячеслав Любимов — 21,08 % Павел Маматов — 10,66 % Против всех — 6,14 % | Были совмещены с выборами Президента России. |
| 14 марта 2004 года    | Выборы Главы Администрации (Губернатора) Читинской области               | | активность — 55,65 % Равиль Гениатулин, действующий губернатор — 68,18 % Олег Есаулов, генерал-майор пограничных войск — 14,17 % Виктор Шурский, водитель — 6,67 % против всех — 9,53 % | Были совмещены с выборами Президента России. |
| 14 марта 2004 года    | Выборы Губернатора Корякского автономного округа                         | Повторное голосование Владимир Логинов — Борис Чуев                                                | активность — 71,71 % Владимир Логинов, действующий губернатор — 37,42 % Борис Чуев, прокурор округа — 17,92 % Андрей Петров, депутат ЗС Камчатки — 16,75 % Бауржан Бельбаев, генеральный директор ООО «Торговый дом „Арман“» — 10,65 % Нина Солодякова, председатель окружной Думы — 7,35 % Юрий Хнаев, мэр пгт. Палана — 1,67 % Сергей Засухин, бывший вице-губернатор — 0,28 % Николай Семенец, заместитель ген. директора ООО «Экос» (Сергиев Посад) — 0,17 % Пётр Бондаренко, пенсионер из Магадана — 0,15 % Александр Капцевич, безработный из Петропавловска-Камчатского — 0,10 % против всех — 6,24 % | Были совмещены с выборами Президента России, сокращён срок полномочий действующего губернатора. |
| 28 марта 2004 года    | Выборы главы администрации Архангельской области (повторное голосование) | | активность — 45,31 % Николай Киселёв — 75,04 % Анатолий Ефремов — 17,54 % Против всех 6,86 % | . |
| 28 марта 2004 года    | Выборы губернатора Рязанской области (повторное голосование)             | | активность — 48,78 % Игорь Морозов — 40,32 % Георгий Шпак — 53,51 % против всех — 5,31 % | . |
| 4 апреля 2004 года    | Выборы главы администрации Алтайского края (повторное голосование)       | Михаил Евдокимов                                                                                   | активность — 57,48 % Михаил Евдокимов — 49,53 % Александр Суриков — 46,29 % против всех — 3,35 % | . |
| 4 апреля 2004 года    | Выборы Губернатора Корякского автономного округа (повторное голосование) | | активность — 68,92 % Владимир Логинов — 50,88 % Борис Чуев — 39,29 % Против всех — 7,16 %. | . |
| 29 августа 2004 года  | Досрочные выборы Президента Чеченской Республики                         | | активность — 85,25 % Алу Алханов — 73,67 % против всех — 0,99 % | Выборы были назначены в связи с гибелью Ахмата Кадырова 9 мая 2004 года от террористического акта в Грозном. Кандидаты Асламбек Аслаханов и Малик Сайдуллаев были отстранены от участия в выборах за допущенные нарушения.                             |
| 19 сентября 2004 года | Выборы Губернатора Самарской области                                     | Выборы не состоялись.                                                                              | Голосование не проводилось. | Выборы были назначены Самарским областным судом на 19 сентября 2004 года, затем — приостановлены в связи с пересмотром дела Президиумом Верховного Суда Российской Федерации, проведены не были.                                                       |
| 14 ноября 2004 года   | Выборы Главы Администрации Псковской области                             | Повторное голосование Михаил Кузнецов — Евгений Михайлов                                           | активность — 49,35 % Евгений Михайлов, действующий губернатор — 29,71 % Михаил Кузнецов, председатель совета директоров ООО «Псковский мелькомбинат» и бывший депутат Госдумы — 18,34 % Михаил Брячак, президент международной ассоциации «Ростэк-Терминал» — 8,78 % Игорь Провкин, сенатор от Калмыкии — 8,29 % Алексей Митрофанов, депутат Госдумы (ЛДПР) — 8,24 % Николай Стаськов, начальник штаба ВДВ — 3,82 % Александр Солуянов, военный пенсионер, глава Союза Михаила Архангела — 2,80 % Андрей Тарасов, председатель правления ТСЖ — 1,26 % против всех — 17,43 % | Один из кандидатов — мэр Пскова Михаил Хоронен — был отстранён от участия в выборах Президиумом Верховного Суда Российской Федерации за нарушения, допущенные при выдвижении. Это повлекло высокий процент голосования против всех, особенно в Пскове. |
| 14 ноября 2004 года   | Выборы главы администрации Усть-Ордынского Бурятского автономного округа | | активность — 61,61 % Валерий Малеев, действующий губернатор — 55,83 % Пётр Хахалов, глава администрации Эхирит-Булагатского района — 37,41 % Вениамин Хингеев, заместитель главы территориального управления по Эхирит-Булагатскому району — 0,66 % против всех 3,14 % | . |
| 28 ноября 2004 года   | Выборы Губернатора Курганской области                                    | Повторное голосование Олег Богомолов — Евгений Собакин                                             | активность — 53,25 % Олег Богомолов, действующий губернатор — 35,07 % Евгений Собакин, президент группы компаний «Комсервис» — 23,78 % Пётр Назаров, председатель областной федерации профсоюзов — 23,61 % Александр Емелин, лидер регионального отделения ЛДПР — 3,47 % Владимир Спивак, помощник депутата Госдумы — 1,50 % против всех — 10,46 % | . |
| 5 декабря 2004 года   | Досрочные выборы Губернатора Астраханской области                        | | активность — 50,22 % Александр Жилкин, и. о. губернатора — 65,34 % Игорь Негерев, депутат облдумы (КПРФ) — 14,31 % Александр Михайлов, гендиректор ООО «Судосервис» — 4,78 % Александр Землянкин, председатель Совета директоров ОАО «Русская промышленно-финансовая компания» — 2,61 % Александр Камышов, заместитель гендиректора ООО «Астраханьрыбагрогаз» — 1,26 % Виталий Литвинов, предприниматель — 1,08 % против всех — 8,31 % | Выборы назначены в связи со смертью губернатора Анатолия Гужвина. |
| 5 декабря 2004 года   | Выборы Губернатора Брянской области                                      | Повторное голосование Николай Денин — Евгений Зеленко                                              | активность — 50,72 % Николай Денин, депутат Госдумы и бывший директор птицефабрики «Снежка» — 44,75 % Евгений Зеленко, заместитель начальника департамента Счетной палаты (СПС) — 12,53 % Николай Руденок, гендиректор группы промышленных предприятий «Перспектива», депутат облдумы, глава регионального отделения СДПР — 6,31 % Георгий Абушенко, директор ЗАО «Термотрон-Завод» — 5,87 % Александр Семернев, руководитель движения «Возрождение Брянщины» и экс-губернатор — 4,87 % Валерий Храмченков, директор ГУП «Кинопромсервис» — 0,92 % Александр Жданов, зампред местного отделения НПРФ — 0,64 % Против всех — 20,57 % | Действующий губернатор Юрий Лодкин был снят с регистрации за злоупотребления должностным положением |
| 5 декабря 2004 года   | Выборы Главы администрации Волгоградской области                         | Повторное голосование Николай Максюта — Николай Волков                                             | активность — 41,50 % Николай Максюта, действующий губернатор — 41,41 % Николай Волков, депутат Волгоградского горсовета (СПС) — 13,18 % Олег Савченко, депутат Госдумы — 12,93 % Евгений Голубятников, депутат облдумы (ЛДПР) — 7,22 Владимир Горюнов, депутат Госдумы, президент футбольного клуба «Ротор» — 7,08 % Александр Тюрин, председатель правления некоммерческой организации "Ассоциация «Деловой совет ЕврАзЭС» — 1,32 % Наталья Поволокина, председатель Комитета по здравоохранению Ольховского района — 1,17 % Александр Галда, депутат горсовета — 0,57 % Фёдор Малышкин, военный пенсионер — 0,57 % против всех — 12,97 %                                                                                             | . |
| 5 декабря 2004 года   | Выборы губернатора Камчатской области                                    | Повторное голосование Борис Невзоров — Михаил Машковцев                                            | активность — 56,38 % Михаил Машковцев, действующий губернатор — 38,37 % Борис Невзоров, глава Усть-Камчатского района — 23,66 % Олег Кожемяко, бывший сенатор — 14,27 % Александр Дудников, бывший мэр Петропавловска — 10,44 % Валерий Дорогин, депутат Госдумы третьего созыва — 2,36 % Юрий Петров, банкир — 0,83 % Алексей Кохан, предприниматель — 0,33 % Дмитрий Бобровских, предприниматель — 0,30 % Олег Ковалев, предприниматель — 0,21 % Мария Шупеник, журналистка — 0,21 % Леонид Бобряков, временно не работающий — 0,16 % Лазарь Гардалов, пенсионер — 0,15 % Георгий Грешных, депутат облдумы — 0,12 % Владимир Гудеев, предприниматель — 0,07 % Леонид Сивоедов, предприниматель — 0,06 % против всех — 7,41 %         | . |
| 5 декабря 2004 года   | Выборы Главы Администрации Псковской области (повторное голосование)     | | активность — 48,09 % Михаил Кузнецов — 48,83 % Евгений Михайлов — 41,40 % против всех 8,98 % | . |
| 5 декабря 2004 года   | Выборы Главы администрации Ульяновской области                           | Повторное голосование Сергей Герасимов — Сергей Морозов                                            | активность — 52,40 % Сергей Морозов, мэр Димитровграда — 27,75 % Сергей Герасимов, директор Ульяновского хладокомбината (СПС) — 20,87 % Маргарита Баржанова, депутат Госдумы (ЕР) — 14,63 % Михаил Шканов, первый вице-губернатор — 9,69 % Юрий Горячев, бывший губернатор области — 8,51 % Александр Кругликов, первый секретарь обкома КПРФ — 4,01 % Павел Романенко, мэр Ульяновска — 0,63 % Тамара Харитонова, безработная — 0,54 % Владимир Куманяев, председатель Общественного фонда возрождения и развития экономики области — 0,30 % против всех — 11,05 % | Действующий губернатор Владимир Шаманов снял кандидатуру 16 октября 2004 года после назначения помощником Председателя Правительства РФ |
| 19 декабря 2004 года  | Выборы Президента Республики Марий Эл                                    | | активность — 63,86 % Леонид Маркелов, действующий президент — 56,86 % Михаил Долгов, нотариус — 18,69 % Александр Коротков, генеральный директор филиала благотворительного фонда «Победа-1945» в г. Йошкар-Ола, заместитель председателя правления — 10,53 % Александр Загайнов, и. о. директора ГУП РМЭ «Йошкар-Олинское ПАТП-1» — 1,16 % Сергей Григорьев, председатель комитета по управлению муниципальным имуществом Моркинского района — 1,08 % против всех — 9,94 % | . |
| 19 декабря 2004 года  | Выборы Губернатора Хабаровского края                                     | | активность — 48,96 % Виктор Ишаев, действующий губернатор — 85,34 % Геннадий Мальцев, депутат краевой Думы, вице-президент Федерации бокса России — 4,17 % Олег Коленко, председатель общественно-политического совета при губернаторе — 1,57 % Леонид Разуванов, координатор регионального отделения ЛДПР — 0,94 % Константин Пепеляев, директор ООО «Акваном-Стройкомплект-Сервис» — 0,67 % против всех — 5,69 % | . |
| 19 декабря 2004 года  | Выборы Губернатора Брянской области (повторное голосование)              | | активность — 37,79 % Николай Денин, депутат Госдумы (ЕР), директор птицефабрики «Снежко» — 77,83 % Евгений Зеленко, заместитель начальника департамента Счётной палаты — 10,32 % Николай Руденок, генеральный директор холдинговой компании "Группа промышленных предприятий «Перспектива», депутат областной Думы — 6,31 % Георгий Абушенко, генеральный директор ЗАО «Термотрон-Завод», депутат областной Думы — 5,87 % Александр Семернёв, председатель движения «Возрождение Брянщины», бывший губернатор области — 4,87 % Валерий Храмченков, директор ГУП «Кинопромсервис», координатор регионального отделения ЛДПР — 0,92 % Александр Жданов, заместитель председателя БРО «Народная партия РФ» — 0,64 % против всех — 20,57 % | . |
| 19 декабря 2004 года  | Выборы губернатора Камчатской области                                    | | активность — 52,06 % Михаил Машковцев — 49,58 % Борис Невзоров — 37,66 % против всех — 12,12 % | . |
| 19 декабря 2004 года  | Выборы Губернатора Курганской области (повторное голосование)            | | активность — 43,91 % Олег Богомолов — 49,15 % Евгений Собакин — 40,13 % против всех — 9,51 % | . |
| 26 декабря 2004 года  | Выборы Председателя Правительства Республики Хакасия                     | | активность — 38,44 % Алексей Лебедь — 59,15 % Владимир Керженцев, предприниматель — 11,97 % Сергей Ербягин, директор птицефабрики — 8,55 % Елена Кильчикакова, юрист Московской коллегии адвокатов Елена Кильчичакова — 4,10 % Пётр Гаврилов, бывший мэр города Абазы — 1,53 % Лариса Тыльченко, директор школы-интерната — 1,26 % против всех — 10,85 % | .Бюллетень http://etorg.com/details/315802.html |
| 26 декабря 2004 года  | Выборы Главы администрации Волгоградской области (повторное голосование) | | активность — 38,42 % Николай Максюта — 51,13 % Николай Волков — 38,63 % против всех — 9,14 % | . |
| 26 декабря 2004 года  | Выборы Главы администрации Ульяновской области (повторное голосование)   | | активность — 38,73 % Сергей Морозов — 52,81 % Маргарита Баржанова — 20,61 % против всех — 25,16 % | Один из кандидатов — Сергей Герасимов — был снят с регистрации перед повторным голосованием и заменён на Маргариту Баржанову |